# マイヨ・ヴェール

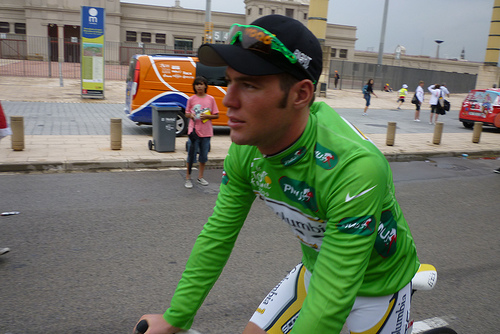
2009年のツール・ド・フランスにて新しい色合いのマイヨ・ヴェールを着用したマーク・カヴェンディッシュ

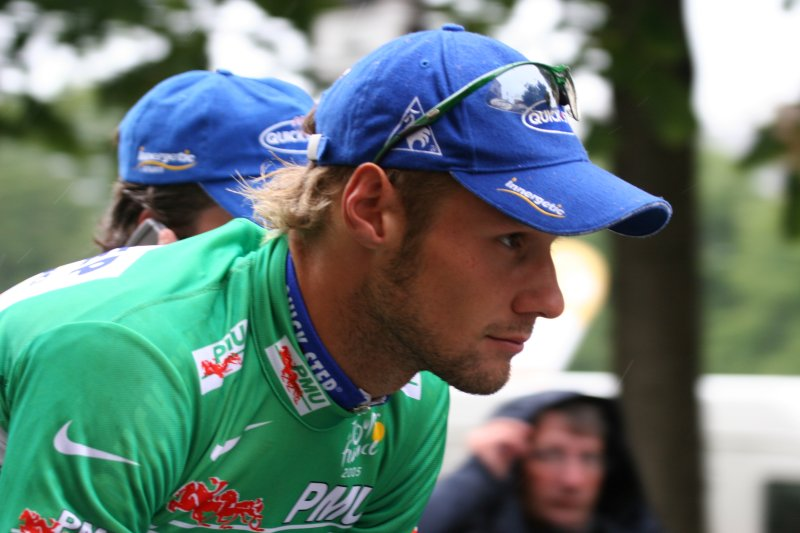
2005年のツール・ド・フランスにてマイヨ・ヴェール（以前の色合い）を着用したトム・ボーネン

マイヨ・ヴェール (maillot vert) は、自転車ロードレース・ツール・ド・フランスにおいて、「ポイント賞」に対して与えられる緑色のジャージである。各ステージのゴール、およびステージ途中の中間スプリント地点の通過順位に応じてスプリントポイントが加算され、スプリントポイント1位の選手が着用の権利を得る。
ツール50周年を記念して1953年に初登場。色の由来は当時のスポンサーであった園芸用品メーカーの「ベル・ジャルディニエール」の芝刈り機から。以降スポンサーが交代しても、スプリント賞ジャージは緑色だが、1968年に一度だけスポンサーの意向により赤色になったことがある。1991年から2014年までの24年にわたりフランスの競馬施行体フランスギャロ及びシュヴァルフランセの場外馬券販売組織「PMU」（Pari mutuel urbain）がスポンサーを務めた。PMUのスポンサー撤退により、2015年からはチェコの自動車メーカーシュコダ・オートがマイヨ・ブランのスポンサーから『昇格』した。
2006年にはPMUのキャラバン隊が配布する大きな手の形をした段ボール製の応援グッズに、マイヨ・ヴェールを狙うトル・フースホフトが接触し右腕を3針縫うけがを負った。この事故の影響か、2008年から応援グッズの素材がウレタン製に変更された。
2008年からはジャージの色は少し明るい色に変更されている。